# Hasdrubal (Gisgos son)
Hasdrubal, Gisgos son, död 202 f.Kr., var en kartagisk fältherre under andra puniska kriget.
Hasdrubal bidrog kraftigt till Scipionernas (Publius Cornelius Scipio den äldre och Gnaeus Cornelius Scipio Calvus) nederlag i Spanien 211, men blev jämte Mago slagen nära Baecula 206 f.Kr.. Han var 204 f.Kr. överbefälhavare över den av 26 000 man och 140 elefanter bestående här, som var lägrad utanför Kartago och av Publius Cornelius Scipio den yngre överrumplades och skingrades (203). Kort därefter berövade sig Hasdrubal livet. Han var far till Sofonisba.